# Resistencia Feminista Anti-guerra
Resistencia Feminista Antiguerra (en ruso: Феминистское Антивоенное сопротивление, (ФАС); en inglés: Feminist Anti-War Resistance) es un grupo de feministas rusas fundado en febrero de 2022 para protestar contra la 2022 invasión rusa de Ucrania.

## Manifiesto
En un manifesto publicado en el canal del grupo en Telegram, el grupo llamó a las feministas alrededor del mundo a unirse contra  la guerra lanzada por el gobierno de Vladímir Putin:

Hoy, las feministas somos una de las pocas fuerzas políticas activas en Rusia. Durante largo tiempo, las autoridades rusas no nos percibieron como un movimiento politico peligroso para ellas, y por lo tanto, de forma temporal, fuimos menos afectados por la repression estatal que otros colectivos politicos. Actualmente, mas de cuarenta-y-cinco organizaciones feministas diferentes operan en el Pais, de Kaliningrado a Vladivostok, de Rostov-on-Don a Ulan-Ude y Murmansk. Llamamos a los colectivos e individuos feministas rusos, para que se unan a la Resistencia Feminista Antiguerra y para unir fuerzas en una oposición activa a la guerra.

Una traducción del manifesto al inglés fue publicada en Jacobin, y el manifesto ha sido traducido a 14 lenguas.

## Actividades
El 8 de marzo de 2022, el día Internacional de la mujer, la Resistencia Feminista Antiguerra organizó la acción de colocación de flores – crisantemos y tulipanes atados con cintas azules y amarillas– en monumentos de guerra, realizada por mujeres:

Este año, nosotras, las mujeres de Rusia, nos negamos a celebrar el 8 de marzo: no nos regalen flores, es mejor salir a las calles y imponerlas in memoria de los civiles muertos de Ucrania.

Las protestas tuvieron lugar en 94 ciudades rusas e internacionales, incluyendo San Petersburgo, Moscú, Vladivostok, Yekaterinburg, Novosibirsk, Krasnoyarsk, Kanash, Yaroslavl, Syktyvkar, Smolensk, Luga, Lytkarino, Izhevsk, Volgograd, Irkutsk, Nizhny Novgorod, Ufa, Omsk, Mytishchi, Gelendzhik, Perm, Kazan, Zelenograd, Balashov, Sarátov, Biysk, Khimki, Cheliábinsk, Krasnodar, Novovoronezh, Vologda, Korolev, Troitsk, Serpukhov, Vladímir, Revda, Tolyatti, Kaliningrad, Naberezhnye Chelny, Volgodonsk, Ramenskoye, Sámara, Leninavan granja, Stávropol, Arcángel, Yoshkar-Ola, Krasnogorsk , Novokuibyshevsk, Zheleznovodsk, Murom, Snegiri, Nakhabino, Rostov-encima-Don, Cheboksary, Saransk, Dzerzhinsky, Veliky Novgorod, Tyumen, Tobolsk, Podolsk, Tula, Grebnevo pueblo, Dolgoprudny, Murino, Vladikavkaz y Alagir.